# Nadi Qamar
Nadi Qamar (eigentlich Spaulding Givens, * 6. Juli 1917 in Cincinnati, Ohio; † 21. Oktober 2020) war ein US-amerikanischer Jazzpianist und Musikethnologe. Er popularisierte das Spiel des afrikanischen Lamellophons.

## Leben und Wirken
Givens, der später den islamischen Namen Nadi Qamar annahm, spielte im April 1951 im Duett mit Charles Mingus die ersten Titel für dessen neu gegründetes Musiklabel Debut Records ein (Strings and Keys), darunter seine Komposition Blue Tide. Im April 1953 nahm er nochmals mit Mingus und Max Roach die Titel Day Dream und „Theme from Rhapsody in Blue“ auf. Qamar beschäftigte sich dann mit afrikanischer Musik und spielte mit verschiedenen afrikanischen Formationen, die in den Vereinigten Staaten auf Tourneen gingen. Im Oktober 1965 war er an den Aufnahmen an Andrew Hills Album  Compulsion! als Perkussionist und Spieler des afrikanischen Daumenklaviers beteiligt; er nahm dann noch an einer weiteren Session Hills teil, die im Februar 1967 stattfand und 2005 auf der Anthologie Mosaic Select veröffentlicht wurde. Im Jahr 1970 arbeitete er mit Rufus Harley und war an dessen Album King/Queens beteiligt. 1975 legte er eine Platte zum Lernen der Lamellophone Likembe und Mbira vor. Gemeinsam mit Milford Graves war er von 1978 bis 1985 Professor am Bennington College in Vermont. Im Februar 2008 fand eine Ausstellung von Qamars Sammlung afrikanischer Musikinstrumente statt. In seinen späteren Jahren lebte er in Kewaunee, Wisconsin.

## Auswahldiskographie
- Charles Mingus: The Complete Debut Recordings 1951–1958 (Debut/Fantasy Records)
- Andrew Hill: Compulsion. (Blue Note Records, 1967)
- Mama-Likembi Instruction Record (Smithsonian Folkway, 1975)[3]
- Likembi Song Book (Folkway Records, 1979)
- From Spaulding Givens to Nadi Qamar (Eigenverlag, 2011)